# Augustiana
Augustiana er en kunstpark og en kunsthal beliggende i Augustenborg, der fungerer som udstillingssted for professionel samtidskunst.
Augustiana holder til i palæerne ved Augustenborg Slot, hvor skiftende udstillinger, med hovedvægten lagt på samtidskunst, og andre kulturarrangementer finder sted. Det omkringliggende parkanlæg rummer enkelte skulpturer og en del sjældne træer. 
Augustiana blev indviet 29. maj 2009. 